# Francesco Paolo Tosti

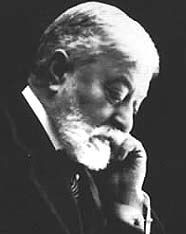
Francesco Paolo Tosti

Francesco Paolo Tosti (* 9. April 1846 in Ortona; † 2. Dezember 1916 in Rom) war ein zu seiner Zeit populärer italienischer Sänger, Pianist und Komponist.
Er wurde vom italienischen Opernkomponisten Saverio Mercadante unterrichtet und war mit Enrico Caruso befreundet. Die Neapolitanische Volksmusik verdankt ihm viele klassisch gewordene Lieder.

## Werke (Auswahl)
- Chanson de l’adieu. Arrangement Émile Tavan. Freiburg, Br. : Drei Ringe Musikverlag, 1953
- Pour un Baiser. Arrangement Émile Tavan. Freiburg, Br. : Drei Ringe Musikverlag, 1953
- Marechiare. Arrangement Herbert Turba. Berlin (West) : Drei-Ringe-Musikverlag, 1984